# Zellerite
La zellerite è un minerale.